# Ольга Безсмертна
Ольга Безсмертна (лат. Olha Bezsmertna, нар. 1983, Богуслав, Київська область, Україна) — українська оперна співачка, сопрано, солістка Віденської державної опери з січня 2012 року. Вона стала першою українською співачкою, яка у лютому 2015 року відкривала Віденський бал з початку його існування — 1958 року.

## Біографія
Співати Ольга почала у п’ятирічному віці, коли за намовою сусідів батьки відвели її в дитячий хор, у якому вона проспівала до закінчення середньої школи, хоч і п’ять разів покидала хор. Після закінчення школи Ольга півроку почала займатися з Євгенією Мірошниченко, готуючись до вступу до Національної музичної академії України. 
У 2000 році Ольга поступила до Національної музичної академії України, на вокальний факультет, в клас професорки Євгенії Мирошніченко. Після закінчення магістратури, Ольга Безсмертна вступила до аспірантури. У 2009 році Євгенія Мірошниченко померла і Ольга взяла п’ять з восьми її студентів і два з половиною роки викладала у музичній академії. У прийнятті до Київської опери їй відмовили. 

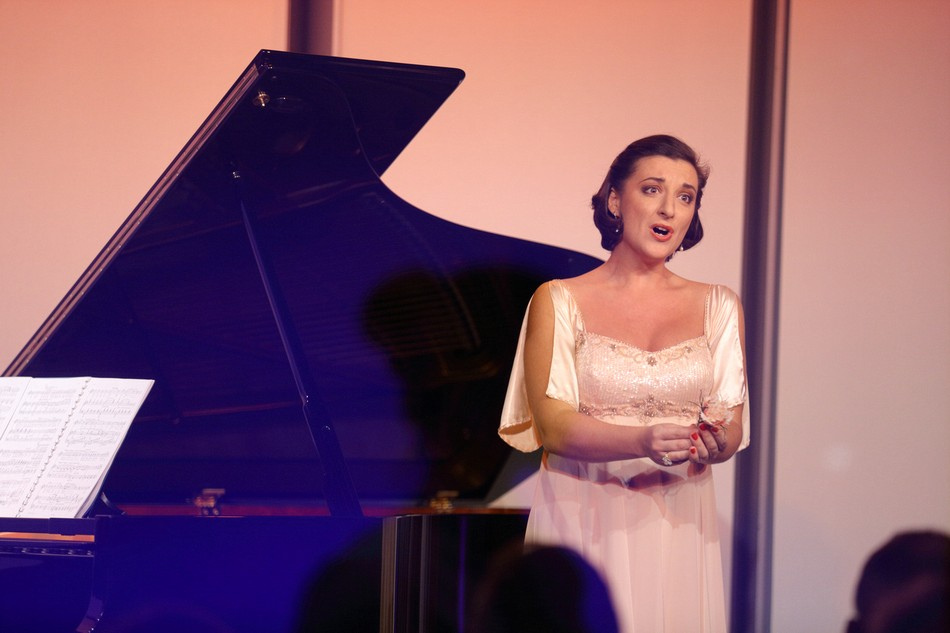
Ольга Безсмертна. 2013

У жовтні 2011 році Ольга Безсмертна здобула Першу премію Міжнародного конкурсу оперних співаків «Нові голоси» у Гютерсло, в Німеччині. Головою журі був директор Віденської державної опери Домінік Меєр, який запропонував Ользі роботу в театрі. У березні 2012 року на сцені Віденської опери вона співала свою прем'єру в сучасній постановці опери Пауля Гіндеміта «Кардиляк». Деб'ют молодої українки у Державній опері Відня був досить специфічним, у неї було тільки два тижні, щоб вивчити німецькою мовою партію придво́рної дами в опері Пауля Гіндеміта «Кардиляк». Наступним випробуванням була роль графині Альмавіви у опері «Весілля Фігаро» Моцарта, тоді для вивчення партитури італійською мовою був тільки тиждень часу.
У 2015 році Ольга Безсмертна стала першою українською співачкою, яка відкривала Віденський бал у Віденській державній опері з початку його заснування в 1958 році.
Станом на 2019 рік була основним сопрано Віденської опери. 2020-го залишила Віденську оперу.